# Филипински пеликан
Филипински пеликан (Pelecanus philippensis) е вид птица от семейство Пеликанови (Pelecanidae). Видът е почти застрашен от изчезване.

## Разпространение
Видът е разпространен във Виетнам, Индия, Индонезия, Камбоджа, Лаос, Мианмар, Непал, Тайланд и Шри Ланка.